# ♂×♀×Kiss
「♂×♀×Kiss」（オス・メス・キス）は、松本明子のデビューシングル。1983年5月21日にVAPから発売された。

## 解説
- タレント松本明子のアイドル歌手時代のデビュー曲である。
- ジャケット写真、TV衣装などは事務所の先輩のアン・ルイスプロデュースということもあり、1983年渡辺プロダクションの大型新人であった。
- オリコン週間チャートのチャートアクションは194位で初登場し131位まで上昇。194位→174位→162位→142位→131位→140位→142位→162位→180位→200位と約3ゕ月に渡りチャートインする。
- 2013年に「♂×♀×Kiss」の作曲・編曲を手がけた後藤次利と30年ぶりにタッグを組み、芸能活動30周年記念ミニアルバム『くとうてん』を発売。プロデュースを担当した後藤は「30年前、新人アイドルと駆け出し作曲家が組んでデビュー曲を発表しました。しかし、力及ばず惨敗…」と当時を振り返っている[1]。
- 1998年2月28日放送の『LOVE LOVE あいしてる』に松本明子がゲスト出演した際に「♂×♀×Kiss」を歌い、後藤次利がバックバンドでベースを担当した。その後、ももいろクローバーZの年越しライブ「ももいろ歌合戦」や「オードリーのオールナイトニッポン 10周年全国ツアー in 日本武道館」にゲスト出演した際にも「♂×♀×Kiss」を披露している。
- 発売から40年後の2023年に「♂×♀×Kiss」がカラオケに入ったことをTwitterで報告した[2]。「東野幸治さんや有吉弘行さん、明石家さんまさんがこぞって『なんちゅうタイトルや』って、クセの強いタイトルをイジってくれて。それで知名度が上がり、カラオケ会社さんの好意もあって入れてくれたんでしょうか」と語っている[3]。

## 収録曲
1. ♂×♀×Kiss
作詞：森雪之丞、作曲・編曲：後藤次利
2. ゴメン☆遊ばせて!
作詞：井戸真理、作曲・編曲：奥慶一